# Prinsesse Margaret, grevinde af Snowdon
Prinsesse Margaret af Storbritannien, grevinde af Snowdon (født Margaret Rose 21. august 1930 i Skotland, død 9. februar 2002 i London) var britisk prinsesse og medlem af den britiske kongefamilie. Hun var den yngste datter af kong Georg 6. og dronning Elizabeth.

## Tidlige liv
Prinsesse Margaret blev født på Glamis Castle i Skotland den 21. august 1930, mens hendes farfar, Kong Georg 5., sad på tronen. Hendes far, Prins Albert, Hertug af York (den senere kong Georg 6.), var kongens næstældste søn. Hendes mor var Elizabeth, Hertuginde af York (den senere dronning Elizabeth), der var yngste datter af den skotske adelsmand Claude Bowes-Lyon, 14. jarl af Strathmore og Kingshorne, og hans hustru Nina Cecilia Cavendish-Bendtinck. Da Margaret blev født på Glamis-slottet en stormfuld augustaften, var hun den første kongelige baby, der var blevet født i Skotland efter 1600.
Margarets farfar, Kong Georg 5. døde, da hun var fem år gammel, og hendes fars bror blev konge som Kong Edvard 8.. Mindre end et år senere abdicerede han imidlertid, og Margarets far blev konge, mens Margaret selv blev nummer to i tronfølgen efter sin storesøster.

## Den omsværmede prinsesse
Margaret var køn i sine unge år, og er senere blevet beskrevet som "1950' og 1960'ernes prinsesse Diana". Men fotografen Cecil Beaton sagde senere:
"Hun var ikke særlig sød i den tid, da hun var så køn og tiltrækkende. Hun afviste og overså sine venner."

## Kampen for kærligheden
Margaret blev ikke gift med sin store kærlighed, Peter Townsend (1915-1995), fordi han var skilt. Søsteren, dronning Elizabeth, skulle give sin tilladelse efter loven om kongelige ægteskaber af 1772. Efter pres fra Winston Churchills regering og den engelske kirke, som modsatte sig ægteskab med fraskilte, sagde hun nej, men bad Margaret og Townsend om at vente i to år. Så ville Margaret være fyldt 25 og, ifølge loven, bedre skikket til at tage sine egne valg. Townsend blev forflyttet til en stilling som attache i Bryssel, hvor han boede alene på et hotelværelse; men da de to år var gået, sagde dronningen stadig nej til sin søsters ægteskabsplaner. Margaret, som nu var 25, kunne have bedt parlamentet om at omstøde dette; men det havde vakt skandale. I stedet fandt man frem til et kompromis. Regeringen var nu under Anthony Eden, som selv var gift for anden gang efter en skilsmisse; han foreslog, at man fjernede Margaret og hendes eventuelle børn fra arvefølgen. Da behøvede man slet ikke dronningens tilladelse. Det var dronning Elizabeth enig i. Hendes holdning til spørgsmålet udtrykkes i et brev fra Eden til statsministrene rundt om i det britiske commonwealth: "Hendes majestæt vil ikke stå i vejen for sin søsters lykke."

## Ægteskab
I stedet blev Margaret i 1960 gift med den højst ukonventionelle fotograf Anthony Armstrong-Jones (1930 - 2017), som hun fik børnene David (1961) og Sarah (1964) med. Parret blev kendt som jarlen og grevinden af Snowdon. Deres ægteskab - præget af omgang med kunstnere, skuespillere og popstjerner, samt fester med druk og narkotika - gjorde dem til typiske repræsentanter for the swinging sixties. Til en fest i New York blev prinsessen af værtinden spurgt, hvordan dronningen havde det. "Hvem af dem?" skal Margaret have svaret med sit karakteristiske skarpe vid. "Min søster, min mor eller min mand?" (Queen kan på engelsk betyde både "dronning" og "homoseksuel".)
Armstrong-Jones blev mistænkt - oven i købet også af prinsessen - for homoseksuelle tilbøjeligheder. "Jeg satte stor pris på hans selskab, men bemærkede ham ikke så meget, fordi jeg troede, han var homoseksuel." Jeremy Fry blev nødt til at trække sig fra sin rolle som Armstrong-Jones’ forlover ved brylluppet med prinsessen, efter at pressen havde fået nys om, at han var blevet arresteret i 1952 for "en mindre homoseksuel forseelse". Offentligheden fik at vide, at han havde fået et tilbagefald af gulsot. Og Camilla Fry fik datteren Polly i maj 1960, kun få uger efter, at Armstrong-Jones giftede sig med Margaret. I 2004 tog Polly Fry en DNA-test, der bekræftede, at Snowdon faktisk var hendes far.

## Fraskilt
I lang tid var Margaret kæreste med den 17 år yngre Roddy Llewellyn, som hun mødte i 1973, hvad der også bidrog til, at hun og Armstrong-Jones blev skilt i 1978. "Jeg har aldrig kendt en mere ulykkelig kvinde," sagde forfatteren John Julius Norwich, som en gang var hendes ven, men blev træt af hendes livsstil.  Margaret var det første medlem af den engelske kongefamilie til at skilles efter at Henrik 8. skilte sig fra Katharina af Aragonien.
Dronning Elizabeth skal have fortvivlet over sin søsters "rendestensliv", som det blev fremstillet i pressen. Llewellyn, som prinsessen en gang kaldte "min sidste store kærlighed", bevarede venskabet med hende længe efter at affæren var over; også efter, at han havde giftet sig med Tania Soskin i 1981. Margaret var en hyppig gæst i parrets hjem. Llewellyn forholdt sig tavs om sin og prinsessens affære, der varede i otte år; selv om det i 2017 forlød, at han skrev sine memoirer.

## Børn
Margaret og Snowdon fik to børn:
- Viscount David Linley født 3. november 1961. Han er møbelsnedker.[10]
- Lady Sarah Chatto født 1. maj 1964. Hun er en anerkendt kunstmaler og har sønnerne Samuel og Arthur Chatto.[11]

## Anetavle
|                       |                                                           |  |                                                             |                                          |  |  |  |  | 8. Edvard 7. af Storbritannien |
|                       |                                                           |  |                                                             |                                          |  |  |  |  |                                |
|                       | 4. Georg 5. af Storbritannien                             |  |                                                             |                                          |  |  |  |  |                                |
|                       |                                                           |  |                                                             |                                          |  |  |  |  |                                |
|                       |                                                           |  |                                                             | 9. Alexandra af Danmark                  |  |  |  |  |                                |
|                       |                                                           |  |                                                             |                                          |  |  |  |  |                                |
|                       | 2. Georg 6. af Storbritannien                             |  |                                                             |                                          |  |  |  |  |                                |
|                       |                                                           |  |                                                             |                                          |  |  |  |  |                                |
|                       |                                                           |  |                                                             | 10. Frans, Hertug af Teck                |  |  |  |  |                                |
|                       |                                                           |  |                                                             |                                          |  |  |  |  |                                |
|                       | 5. Mary af Teck                                           |  |                                                             |                                          |  |  |  |  |                                |
|                       |                                                           |  |                                                             |                                          |  |  |  |  |                                |
|                       |                                                           |  |                                                             | 11. Prinsesse Mary Adelaide af Cambridge |  |  |  |  |                                |
|                       |                                                           |  |                                                             |                                          |  |  |  |  |                                |
| 1. Prinsesse Margaret |                                                           |  |                                                             |                                          |  |  |  |  |                                |
|                       |                                                           |  |                                                             |                                          |  |  |  |  |                                |
|                       |                                                           |  | 12. Claude Bowes-Lyon, 13. jarl af Strathmore og Kingshorne |                                          |  |  |  |  |                                |
|                       |                                                           |  |                                                             |                                          |  |  |  |  |                                |
|                       | 6. Claude Bowes-Lyon 14. jarl af Strathmore og Kingshorne |  |                                                             |                                          |  |  |  |  |                                |
|                       |                                                           |  |                                                             |                                          |  |  |  |  |                                |
|                       |                                                           |  |                                                             | 13. Frances Dora Smith                   |  |  |  |  |                                |
|                       |                                                           |  |                                                             |                                          |  |  |  |  |                                |
|                       | 3. Elizabeth Bowes-Lyon                                   |  |                                                             |                                          |  |  |  |  |                                |
|                       |                                                           |  |                                                             |                                          |  |  |  |  |                                |
|                       |                                                           |  |                                                             | 14. Charles Cavendish-Bentinck           |  |  |  |  |                                |
|                       |                                                           |  |                                                             |                                          |  |  |  |  |                                |
|                       | 7. Cecilia Bowes-Lyon                                     |  |                                                             |                                          |  |  |  |  |                                |
|                       |                                                           |  |                                                             |                                          |  |  |  |  |                                |
|                       |                                                           |  |                                                             | 15. Carolina Burnaby                     |  |  |  |  |                                |
|                       |                                                           |  |                                                             |                                          |  |  |  |  |                                |